# Арапонга чорнокрила
Арапонга чорнокрила (Procnias averano) — вид горобцеподібних птахів родини котингових (Cotingidae).

## Назва
Видова назва averano походить з португальського словосполучення «ave de verão» — «літній птах», через віру в те, що він співав лише протягом шести тижнів розпалу літа.

## Поширення
Вид поширений в Південній Америці. Розрізнені популяції поширені на крайній півночі Колумбії та півночі Венесуели; в Тринідад і Тобаго; у південній і південно-східній Венесуелі, на заході Гаяни і півночі Бразилії; на північному сході Бразилії.

## Опис
Має яскраво виражений статевий диморфізм. Самець завдовжки близько 28 см і вагою 180 г. Його оперення біле або сірувато-біле, з чорними крилами та каштановою головою. Він має бороду з чорних волокон. Самиця менша, довжиною 27 см і вагою 130 г. Верх оливково-зелений, на голові темніший; більша частина нижньої частини жовта із зеленими смужками, а черево жовте. Вона не має бороди на обличчі.

## Спосіб життя
Харчується виключно фруктами і ягодами. Самиця будує гніздо на зовнішній гілці дерева за межами лісу і відкладає світло-коричневе яйце з темними плямами.

## Підвиди
Виділяють два підвиди:
- Procnias averano averano (Hermann, 1783) — у північно-східній Бразилії;
- Procnias averano carnobarba (Cuvier, 1816) — решта ареалу.